# Farwell (Texas)
Farwell ist die Bezirkshauptstadt und Sitz der Countyverwaltung (County Seat) des Parmer County im US-Bundesstaat Texas in den Vereinigten Staaten. Das U.S. Census Bureau hat bei der Volkszählung 2020 eine Einwohnerzahl von 1.425 ermittelt.

## Geographie
Die Stadt liegt an der Kreuzung des U.S. Highway 60 mit dem U.S. Highway 84 im Südwesten des Countys, im Nordwesten von Texas, dem sog. Texas Panhandle, an der Bundesstaatsgrenze zu New Mexico und hat eine Gesamtfläche von 2,1 km².

## Demografische Daten
Nach der Volkszählung im Jahr 2000 lebten hier 1.364 Menschen in 499 Haushalten und 346 Familien. Die Bevölkerungsdichte betrug 642,2 Einwohner pro km2. Ethnisch betrachtet setzte sich die Bevölkerung zusammen aus 75,00 % weißer Bevölkerung, 0,44 % Afroamerikanern, 0,51 % amerikanischen Ureinwohnern, 1,03 % Asiaten, 0,00 % Bewohnern aus dem pazifischen Inselraum und 20,82 % aus anderen ethnischen Gruppen. Etwa 2,20 % waren gemischter Abstammung und 31,96 % der Bevölkerung waren spanischer oder lateinamerikanischer Abstammung.
Von den 499 Haushalten hatten 34,9 % Kinder unter 18 Jahre, die im Haushalt lebten. 56,9 % davon waren verheiratete, zusammenlebende Paare. 9,6 % waren allein erziehende Mütter und 30,5 % waren keine Familien. 28,1 % aller Haushalte waren Singlehaushalte und in 17,2 % lebten Menschen, die 65 Jahre oder älter waren. Die Durchschnittshaushaltsgröße betrug 2,58 und die durchschnittliche Größe einer Familie belief sich auf 3,18 Personen.
27,9 % der Bevölkerung waren unter 18 Jahre alt, 6,8 % von 18 bis 24, 24,8 % von 25 bis 44, 20,6 % von 45 bis 64, und 19,9 % die 65 Jahre oder älter waren. Das Durchschnittsalter war 39 Jahre. Auf 100 weibliche Personen aller Altersgruppen kamen 88,7 männliche Personen. Auf 100 Frauen im Alter von 18 Jahren und darüber kamen 80,9 Männer.
Das jährliche Durchschnittseinkommen eines Haushalts betrug 29.808 USD, das Durchschnittseinkommen einer Familie 34.676 USD. Männer hatten ein Durchschnittseinkommen von 27.448 USD gegenüber den Frauen mit 21.181 USD. Das Prokopfeinkommen betrug 15.875 USD. 16,7 % der Bevölkerung und 13,9 % der Familien lebten unterhalb der Armutsgrenze. Davon waren 22,8 % Kinder und Jugendliche unter 18 Jahren und 13,7 % waren 65 oder älter.